# Mix de políticas

Desempleo (azul), inflación (turquesa) y tipos de interés (caqui) en Estados Unidos de 1981 a 1989. Los altos tipos de interés de 1981 a 1983 redujeron la inflación, pero aumentaron el desempleo. De 1984 a 1988 los tipos y el desempleo fueron disminuyendo, a la vez que la inflación se mantenía baja. Se puede decir que en esos años el mix de políticas fue correcto.

El mix de políticas es la combinación de política monetaria y política fiscal de un país. Estos dos canales influyen en el crecimiento y el empleo y generalmente están determinados, respectivamente, por el banco central y el Gobierno (por ejemplo, en el caso de EE. UU., la Reserva Federal y el Congreso de los Estados Unidos, que aprueba los presupuestos enviados por el Gobierno estadounidense).
Idealmente, el mix de políticas debería intentar maximizar el crecimiento y minimizar el desempleo y la inflación. Pero es difícil conseguir los 3 objetivos a la vez, porque políticas que fomentan el crecimiento impulsan también la inflación, y políticas contra la inflación disminuyen el empleo.
A veces se teoriza que los bancos centrales y los gobiernos tienen horizontes temporales diferentes, más cortos en el caso de los segundos. Ambos pueden tener otros objetivos y deben adherirse a algunas limitaciones (obedecer una regla de déficit, proteger al sector financiero, intentar ser reelegidos, etc.) que los desvíen de los 3 objetivos primarios citados.
La política monetaria normalmente la lleva a cabo el banco central, que controla los tipos de interés y la oferta monetaria para conseguir una inflación y un desempleo bajos (caso de la Reserva Federal, doble mandato o mandato dual) o una inflación baja (caso del Banco Central Europeo). El Gobierno influye en las condiciones del mercado laboral, la inversión pública, el gasto público y la política fiscal. Puede cambiarlas para lograr objetivos económicos. Por ejemplo aumentar los impuestos para enfriar la economía, reducir las cotizaciones a la Seguridad Social para incrementar el empleo, etc.
La independencia del banco central generalmente se considera positiva, porque impide que una sola autoridad emita deuda y la pague simultáneamente con dinero recién creado, lo que sería inflacionario.